# Cumbia (10 aniversario)
Cumbia (10 aniversario) es una edición de lujo del álbum Cumbia. Este álbum fue hecho por el décimo aniversario del lanzamiento oficial del mismo. El álbum viene con pistas adicionales “Elsa” de Los Destellos, “Por ella (La botella)” de Chacalón y La Nueva Crema y “El Punto Indicado”, del soundtrack de la telenovela “La Santa Sazón”. Además contó con la colaboración de Novalima y de Wilindoro Cacique de Juaneco y su Combo.

## Lista de canciones
| N.º | Título                                                               | Duración |  |
| 1.  | «Vacilando con ayahuasca»                                            | 3:56     |  |
| 2.  | «Ya se ha muerto mi abuelo (feat. Wilindoro Cacique)»                | 4:16     |  |
| 3.  | «Mujer hilandera»                                                    | 3:35     |  |
| 4.  | «A la Fiesta de San Juan (feat. Wilindoro Cacique)»                  | 5:17     |  |
| 5.  | «El Brujo»                                                           | 3:56     |  |
| 6.  | «Un shipibo en España (feat. Wilindoro Cacique)»                     | 4:42     |  |
| 7.  | «El aguajal»                                                         | 4:50     |  |
| 8.  | «Soy provinciano»                                                    | 4:33     |  |
| 9.  | «Llorando se fue»                                                    | 3:35     |  |
| 10. | «La danza de Los Mirlos»                                             | 3:58     |  |
| 11. | «El aguajal - Vox mix»                                               | 4:11     |  |
| 12. | «Soy provinciano - vox mix»                                          | 4:11     |  |
| 13. | «Ya Se Ha Muerto Mi Abuelo - Coba Sound System Remix (ft. Novalima)» | 4:11     |  |
| 14. | «La Danza de Los Mirlos - Coba Sound System Remix»                   | 4:11     |  |